# Germainia
Germainia Balansa &Poitr. é um género botânico pertencente à família Poaceae, subfamília Panicoideae, tribo Andropogoneae.

## Sinônimos
- Balansochloa Kuntze (SUS)
- Chumsriella Bor